# Case method
Il case method, o metodo casistico, nei sistemi di common law è un metodo di insegnamento del diritto socratico e anti-dogmatico, ed è il modello seguito dalle law schools statunitensi.
È stato per la prima volta proposto da Christopher Columbus Langdell, preside ad Harvard nel 1870, ed ha influenzato la formazione dei giuristi americani: non vengono insegnate agli studenti delle regole generali, bensì si discute dei singoli casi concreti, cercando di far affinare il metodo attraverso il quale lo studente può ricavare dal caso concreto, la regola generale di diritto.